# Metarranthis lateritiaria
Metarranthis lateritiaria là một loài bướm đêm trong họ Geometridae.